# Hanamizuki
Hanamizuki (ハナミズキ-Hanamizuki) è un film del 2010 diretto da Nobuhiro Doi.
La pellicola è uscita nelle sale nell'agosto 2010 ed è ispirata al testo d'una canzone d'amore dallo stesso titolo di Yo Hitoto.

## Trama
La vicenda temporale si dilata in un periodo complessivo di più di 10 anni (dal 1996 al 2006): Sae è una bella ragazza a cui capita d'innamorarsi d'un giovane uomo, Kohuei, che sta cercando di seguire le orme paterne e diventare un pescatore provetto.
I due s'incontrano per la prima volta casualmente a bordo d'un treno quand'erano ancora entrambi studenti delle scuole superiori: da allora più nulla è stato come prima, non riescono a dimenticarsi. In seguito Sae deve lasciare Hokkaidō dove risiedeva per andar a studiare a Tokyo; tenteranno d'imbastire un rapporto a distanza. Tuttavia il loro legame verrà messo costantemente alla prova da innumerevoli sfide che li si parano davanti.
Si perderanno di vista, lui si sposerà, poi si ritroveranno.

## Personaggi
- Sae Hirasawa, interpretata da Yui Aragaki

Dopo la scuola diventerà una donna in carriera.
- Kohuei Kiuchi, interpretato da Tōma Ikuta

Figlio unico di un pescatore dell'Hokkaido che sogna di seguire le orme del padre; s'innamora a prima vista di Sae non appena la scorge nella carrozza del treno su cui viaggiano. Più avanti sposa Ritsuko, ma divorzierà.
- Junichi Kitami, interpretato da Osamu Mukai

Un fotografo professionista che ama girare il mondo a scattar immagini di bambini in zone di guerra; ha incontrato Sae quando frequentavano entrambi l'università, dove lui le faceva da senpai. In seguito gli fa una proposta di matrimonio, ma verrà ucciso in un attacco terroristico in Iraq prima di poterla sposare.
- Ryoko, madre di Sae, interpretata da Hiroko Yakushimaru

Di giorno lavora come infermiera mentre alla sera lavora in un tipico locale giapponese; è rimasta vedova dopo che il marito è morto di cancro.
- Ritsuko Watanabe, interpretata da Misako Renbutsu

Le è subito piaciuto Kohuei, fin da quando lo vide mentre lavorava al porto; in seguito è riuscita a sposarlo ma il matrimonio ha avuto vita breve. Fa la cassiera in un supermercato.